# Savijena veza
Savijena veza (banana veza) je termin u organskoj hemiji koji se odnosi na tip kovalentne hemijske veze sa geometrijom koja donekle podseća na bananu. Sam termin je generalizovana reprezentacija elektronske gustine ili konfiguracije koja podseća na sličnu povojenu strukturu unutar molekula sa malim prstenom, kao što je ciklopropan.

## Mali ciklični molekuli
Savijene veze su specijalni tip hemijskog vezivanja u kome je uobičajeno hibridizaciono stanje dva atoma koji formiraju hemijsku vezu modifikovano povećanim ili umanjenim s-orbitalnim karakterom radi prilagođavanja specifičnoj molekulskoj geometiriji. Savijene veze su prisutne u unutrašnji napregnutim organskim jedinjenjima kao što su ciklopropan, oksiran i aziridin.